# Francisco Sosa Wagner
Francisco Sosa Wagner (ur. 10 czerwca 1946 w Al-Husajma) – hiszpański prawnik i wykładowca akademicki, pisarz, poseł do Parlamentu Europejskiego VII i VIII kadencji.

## Życiorys
Urodził się w rodzinie o korzeniach hiszpańsko-niemieckich. Dzieciństwo spędził w Melilli, gdzie ojciec był lekarzem. Po uzyskaniu niepodległości przez Maroko rodzina przeniosła się na półwysep do Walencji. Na tamtejszym uniwersytecie uzyskał licencjat z dziedziny prawa, studia kontynuował na uczelniach w Tybindze i Rzymie. Karierę zawodową rozpoczął jako asystent profesorów Eduarda Garcíi de Enterría i Ramóna Martína Mateo. W 1976 obronił pracę doktorską na Universidad de Oviedo.
Po rozpoczęciu procesu transformacji zaangażował się w działalność polityczną w ramach Partido Socialista Popular. Był członkiem komisji pod przewodnictwem Eduarda Garcíi de Enterríi, która opracowywała model wspólnot autonomicznych w postfrankistowskiej Hiszpanii, pełnił też obowiązki sekretarza generalnego Ministerstwa Administracji Publicznej (od 1982 do 1987). Współpracował z nominacji PSOE nad statutem autonomicznym Asturii.
W latach 80. rozpoczął pracę jako wykładowca katedry prawa administracyjnego na Universidad de León. Zasiadał w trybunale, który rozpatrywał sprawę statutu autonomicznego wspólnoty Kastylia i León. W 2007 powrócił do aktywności politycznej, dołączając do inicjatywy Ciutadans de Catalunya. Rok później podpisał się pod manifestem na rzecz wspólnego języka (Manifiesto por una lengua común). W 2008 wybrano go w skład Międzynarodowej Akademii Prawa Porównawczego w Hadze.
We wrześniu 2008 został przedstawiony przez Związek, Postęp, Demokracja (UPyD) jako lider listy wyborczej tej partii w eurowyborach w 2009. Ugrupowanie to uzyskało 2,87%, a Francisco Sosa Wagner został jego przedstawicielem w Parlamencie Europejskim VII kadencji. W wyborach w 2014 z powodzeniem ubiegał się o europarlamentarną reelekcję. Kilka miesięcy po rozpoczęciu kadencji zrezygnował z mandatu, krytykując działania władz swojego ugrupowania. Później związał się z partią Obywatele.
Jest autorem publikacji z dziedziny historii prawa. Kilkakrotnie nagradzany również za twórczość literacką. W 1992 uzyskał nagrodę im. Miguela Delibesa za publikację Es indiferente llamarse Ernesto, a rok później Nagrodę Café Bretón za pracę Escenas históricas pero verdaderas. Opublikował satyrę na handel nieruchomościami Hígado de oca a las uvas. Współpracownik „El Mundo” i „La Nueva España”.

## Wybrane publikacje
- Manual de Derecho local
- La gestión de los servicios públicos locales
- El contrato de suministro
- La expropiación forzosa
- La construcción del Estado y del Derecho administrativo
- Posada Herrera, actor y testigo del siglo XIX (biografia José Posady Herrery)
- Pío IX, el último soberano (biografia Piusa IX)
- Maestros alemanes del derecho público (dwa tomy)
- Carl Schmitt y Ernst Forsthoff: coincidencias y confidencias
- El mito de la autonomía universitaria
- El Estado fragmentado. Modelo austro-húngaro y brote de naciones en España (wraz z synem Igorem Sosa Mayorem)
- Juristas en la Segunda República. 1. Los iuspublicistas